# Torbay

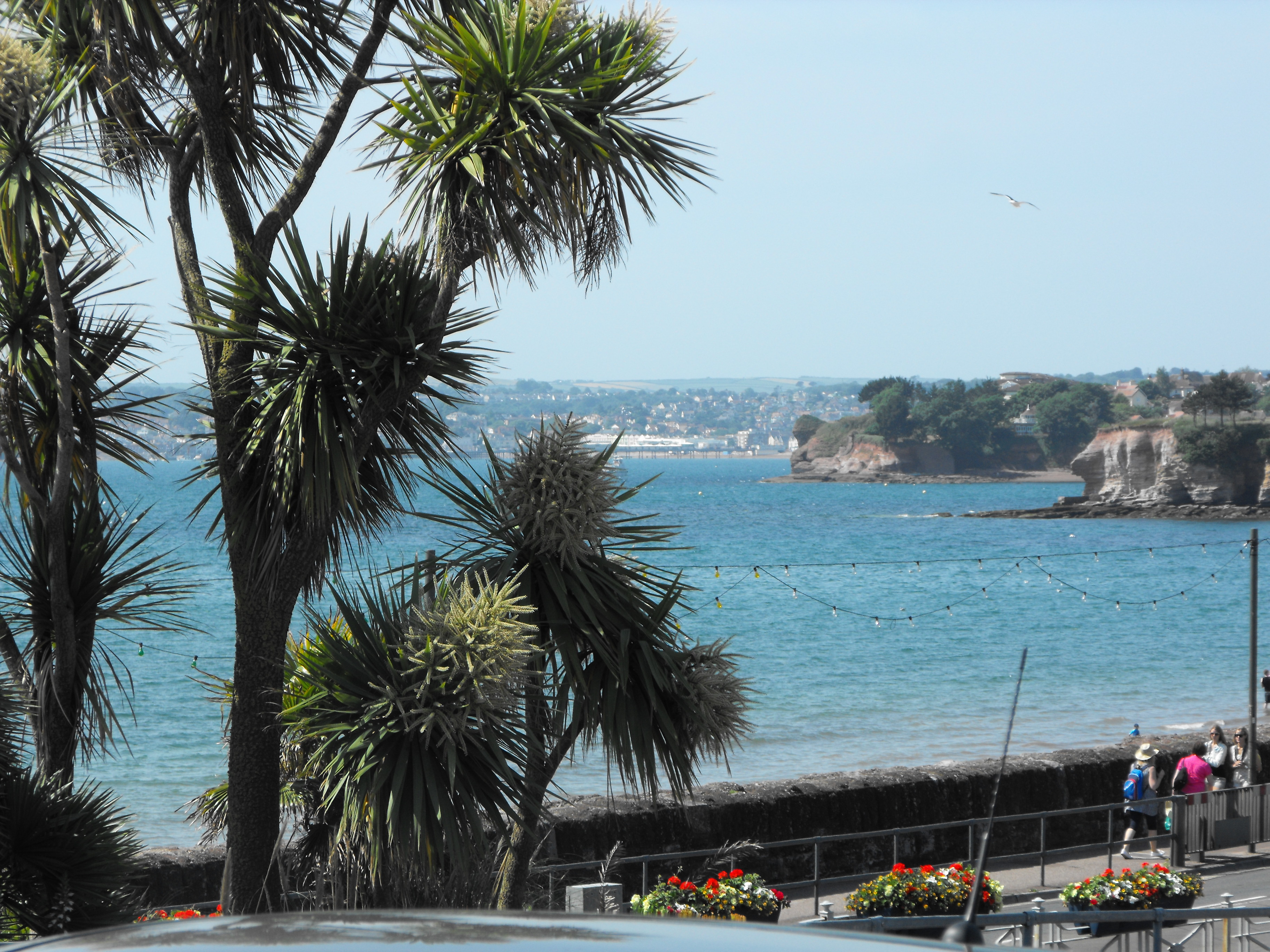
Pohled z Torquay na Paignton. V popředí torbayské palmy.

Torbay je město v anglickém hrabství Devon, spravované Torbayskou radou (Torbay Council). Jeho území je o velikosti 62,87 kilometrů čtverečních  a zahrnuje bývalá samostatná města Torquay, Paignton a Brixham, která se rozkládají podél přirozeného přístavu Tor Bay na pobřeží Lamanšského průlivu. Torbay je zhruba stejně vzdálený od měst Exeter a Plymouth. Protože je to populární turistická destinace, sestávající z těsné konurbace tří rekreačních středisek, písečných pláží, ale i díky mírnému podnebí a různým turistickým atrakcím, vžil se pro něj i název Anglická riviéra.

## Geografie
Podél přístavu Tor Bay se nachází tři důležitější města: nejsevernější Torquay, prostřední Paignton a nejjižnější Brixham. Tato města se během let postupně propojila a pohltila některé okolní vesnice a menší města, např. St Marychurch, Cockington, Churston Ferrers a Galmpton. Torbay sousedí s územními jednotkami South Hams (na jihu a západě) a Teignbridge (na severu). V South Hams se nachází např. města Totnes a Dartmouth a v Teinbridge např. Newton Abbot a Teignmouth.
Nejjižnějším bodem Torbay je Berry Head a nejsevernějším Hope's Nose, ačkoli město Torquay se táhne ještě dále na sever až k zátoce Babbacombe Bay, kde se nachází pláže Oddicombe, Babbacome a Maidencombe, známé díky zajímavým útesům Breccia. Protože se v Torbay nachází mnoho geologických zajímavostí, byl v červenci 2008 založen English Riviera Geopark (Geopark Anglické riviéry), který je jako jediný z 53 geoparků na světě městským geoparkem.
Vzhledem k mírnému podnebí rostou v Torbay palmy. Ve skutečnosti to ale není palma, nýbrž druh lilie (cordyline australis), pocházející z Nového Zélandu, kde se této rostlině též říká cabbage tree (zelný strom), a to proto, že jeho mladé výhonky jsou jedlé. Této rostlině se daří i v ostatních částech Spojeného království. Její popularita v Torbay se často vysvětluje tím, že v rámci Spojeného království se cabbage tree vyskytl poprvé právě v Torbay.